# Emir Smajic
Emir Smajic (3 februari 1989) is een Zweeds-Bosnisch voormalig voetballer die als aanvaller voor onder andere Achilles '29 speelde.

## Carrière
Emir Smajic speelde voor verschillende clubs in Zweden, waarna hij in de winterstop van 2017 naar Achilles '29 vertrok. Hier maakte hij zijn debuut in de Eerste divisie op 20 januari 2017, in de met 2-0 verloren uitwedstrijd tegen NAC Breda. Hij werd in de 63e minuut vervangen door Niek Versteegen. Met Achilles '29 degradeerde hij uit de Eerste divisie. Hij vervolgde zijn loopbaan bij Västerås SK, waar hij in 2019 zijn carrière afsloot vanwege blessures.

### Statistieken
| Seizoen                        | Club              | Land           | Competitie       | Competitie | Competitie | Beker | Beker | Totaal | Totaal |
| Seizoen                        | Club              | Land           | Competitie       | Wed.       | Dlp.       | Wed.  | Dlp.  | Wed.   | Dlp.   |
| ------------------------------ | ----------------- | -------------- | ---------------- | ---------- | ---------- | ----- | ----- | ------ | ------ |
| 2010                           | IK Sirius FK      | Zweden         | Division 1 Norra | 2          | 0          | 0     | 0     | 2      | 0      |
| 2011                           | IK Sirius FK      | Zweden         | Division 1 Norra | 19         | 5          | 1     | 0     | 20     | 5      |
| 2012                           | Västerås SK       | Zweden         | Division 1 Norra | 12         | 9          | 0     | 0     | 12     | 9      |
| 2012                           | Östersunds FK     | Zweden         | Division 1 Norra | 11         | 8          | 1     | 0     | 12     | 8      |
| 2013                           | Östersunds FK     | Zweden         | Superettan       | 1          | 0          | 0     | 0     | 1      | 0      |
| 2014                           | Östersunds FK     | Zweden         | Superettan       | 16         | 7          | 2     | 1     | 18     | 8      |
| 2015                           | Östersunds FK     | Zweden         | Superettan       | 14         | 1          | 0     | 0     | 14     | 1      |
| 2016                           | Östersunds FK     | Zweden         | Allsvenskan      | 9          | 1          | 2     | 0     | 11     | 1      |
| 2016                           | IF Brommapojkarna | Zweden         | Division 1 Norra | 12         | 1          | 0     | 0     | 12     | 1      |
| 2016/17                        | Achilles '29      | Nederland      | Eerste divisie   | 17         | 4          | 0     | 0     | 17     | 4      |
| 2017                           | Västerås SK       | Zweden         | Division 1 Norra | 8          | 0          | 0     | 0     | 8      | 0      |
| 2018                           | Västerås SK       | Zweden         | Division 1 Norra | 19         | 2          | 1     | 0     | 20     | 2      |
| 2019                           | Västerås SK       | Zweden         | Superettan       | 6          | 0          | 0     | 0     | 6      | 0      |
| Carrièretotaal                 | Carrièretotaal    | Carrièretotaal | Carrièretotaal   | 146        | 38         | 7     | 1     | 153    | 39     |
| Bijgewerkt op 23 november 2020 |                   |                |                  |            |            |       |       |        |        |